# Slippery When Wet
 (décembre 2008).
Si vous disposez d'ouvrages ou d'articles de référence ou si vous connaissez des sites web de qualité traitant du thème abordé ici, merci de compléter l'article en donnant les références utiles à sa vérifiabilité et en les liant à la section « Notes et références ».
Albums de Bon Jovi
7800° Fahrenheit
(1985) New Jersey
(1988)
Singles
1. You Give Love a Bad Name
Sortie : 23 juillet 1986
2. Livin' on a Prayer
Sortie : 31 octobre 1986
3. Wanted Dead or Alive
Sortie : 2 mars 1987
4. Never Say Goodbye
Sortie : 15 juin 1987

Slippery When Wet est le 3e album du groupe Bon Jovi, sorti en 1986. Tournant décisif de leur carrière, cet album devait, dixit Jon à l'époque, « être leur Born to Run (Bruce Springsteen) ou leur Pyromania (Def Leppard) », albums qui ont consacré leurs auteurs respectifs et qui ont été de grands
succès commerciaux.
Le succès tant espéré va être au rendez-vous puisque l'album sera un triomphe, devenant la plus grosse vente de l'année 1987 avec 17 millions d'exemplaires vendus. À ce jour, il figure dans les plus grosses ventes d'albums de l'histoire avec près de 28 millions de copies écoulées,, dont plus de 13 millions rien qu'aux États-Unis. Il fait partie des 1001 albums qu'il faut avoir écoutés dans sa vie.

## Présentation
Tout dans cet album prédestinait les musiciens du groupe à devenir les stars qu'ils sont toujours aujourd'hui : l'attitude rock, le look (très travaillé, emprunté pour partie à Aerosmith ou David Lee Roth (Van Halen) et à des formations plus glam comme Hanoi Rocks, etc.), et le son (ils popularisent le rock FM, genre inventé par des groupes comme Boston, Toto, Foreigner, en y incorporant une dose de hard rock, le genre devenu ainsi Hard FM (appelé aussi parfois « pop métal ») va connaître une fulgurante ascension avec leur nouveau chef de file).
You Give Love a Bad Name, Livin' on a Prayer, Wanted Dead or Alive, autant de tubes de l'époque repris encore en 2010 pendant leur tournée The Circle Tour (tournée la plus rentable de l'année 2010 ; fait exceptionnel, le groupe a placé deux de ses trois dernières tournées (Lost Highway Tour en 2008 et The Circle Tour) comme les plus lucratives de la décennie) et étant toujours les plus demandées par les fans.
Les chansons de l'album alternent l'épique (Wanted Dead or Alive, Let it Rock (flamboyant morceau d'ouverture), le fun (Raise Your Hands, Wild In The Streets) et les grands standards du FM que sont Livin' on a Prayer ou Die For You. Les thèmes abordés tournent souvent autour de la vie de la classe ouvrière, de la solidarité entre les démunis et des difficultés sentimentales et personnelles qui caractérisent l'entrée dans l'âge adulte des jeunes hommes.
Les titres sont presque tous composés sur le format pop en incorporant le « gros son » (basse, batterie, riffs de guitares) propres au hard rock. La voix de Jon est placée en hauteur, avec un timbre très personnel, la guitare de Richie est très inspirée et les soli peuvent se chanter, la rythmique est très soutenue par Tico The Hit Man et Alec à la basse. Enfin, David assène des nappes de clavier d'anthologie (ouverture de Let It Rock, riffs de Die for You, etc.).
Ainsi, l'album est un déluge de hits et figure aujourd'hui au panthéon du rock, devenant un classique du hard FM. Les albums suivants du groupe n'atteindront pas le même succès mais Bon Jovi est l'une des rares formations à avoir vendu plusieurs fois au moins 10 millions d'exemplaires d'un même album.

## Enregistrement & Composition
Jon Bon Jovi et Richie Sambora ont composé environ 35 chansons dans la cave des parents du guitariste, le seul endroit où le téléphone ne sonnait pas et où ils avaient la paix. Pour ce faire, ils disposaient de deux guitares acoustiques et d'un magnétophone à 19 dollars.
C'est à cette époque que Jon Bon Jovi pensait pouvoir placer des chansons auprès d'interprètes célèbres comme Tina Turner, et demanda donc à son responsable AOR s'il avait éventuellement un débouché actuel possible, mais au lieu de cela, la maison de disques a proposé au tandem de coécrire avec Desmond Child, faiseur de tubes pour Kiss avec I Was Made For Lovin' You. Ils écrivent à trois plusieurs titres.
Desmond Child propose de réutiliser If You Were a Woman (And I Was a Man), qu'il avait écrit pour Bonnie Tyler mais qui n'avait pas plus marché que ça, pour "You give love a bad name". Le refrain est donc identique, seul le reste est composé par le chanteur et le guitariste. Quant à Livin' On A Prayer, Jon Bon Jovi ne pensait pas que cette chanson était formidable, se disant qu'elle pourrait toujours figurer sur une bande originale de film, alors que Richie Sambora était persuadé de tenir un hit. Ce titre est néanmoins devenu le deuxième plus gros succès en 45 tours du groupe.
Des 35 chansons d'origine, le groupe en a retenu douze, dont deux ont servi pour des faces B de singles.
Afin de sélectionner les meilleurs titres, le groupe a fait appel à un groupe de fans trainant près du studio.
Ces fans, après avoir écouté les titres, ont choisi "Never Say Goodbye" à la place de la chanson que le groupe pensait sortir en single. Jon Bon Jovi et ses acolytes trouvaient cette chanson beaucoup trop triste mais ils se sont rangés à l'avis de ce groupe de fans, estimant qu'ils n'avaient pas assez de recul pour bien estimer les chansons composées.
De nombreuses maquettes enregistrées dans la cave des parents de Richie Sambora et restées inédites sont tout de même parues sur des bootlegs : "Game Of The Heart", "Deep Cuts The Night", "Lonely Is The Night", "Walk Don't Run", "Too Much, Too Soon", "Stand Up", "The Promise" ou bien "There Is No Answer" sont ainsi disponibles par un biais contourné. Il existe également une version non définitive de "I'd Die For You" avec un texte différent.
Une chanson totalement inédite de cette époque, You're Not My Lover, a été enregistré par Johnny Hallyday sur son album Ça ne change pas un homme avec un texte retravaillé. La chanson s'appelle désormais "Le Nom Que Tu Portes". Richie Sambora joue également de la guitare sur ce titre. Johnny Hallyday avait proposé à Jon Bon Jovi, alors en tournée promotionnelle en France pour son album solo Blaze of Glory, de produire son album en devenir, mais faute de temps, Jon refusa poliment l'offre. Il indiqua tout de même à Johnny Hallyday que Bon Jovi disposait de chutes de studio et qu'il n'avait qu'à se servir, d'où l'apparition de ce titre sur cet album.

## Singles
Il y a eu quatre singles pour l'album (dans l'ordre, You Give Love a Bad Name, Livin' on a Prayer, Wanted Dead or Alive et Never Say Goodbye). Ils ont été diffusés dans tous les formats possibles de l'époque, Wanted Dead or Alive ayant même été le premier cd-single du groupe, à la vente ou promotionnel. En Australie, les fans ont bénéficié de Live! On Tour, un double 45 tours (également sorti en maxi 45 tours et cassette single) avec quatre titres live : Runaway, Tokyo Road, Breakout et Wanted Dead or Alive.

## Composition du groupe
- Jon Bon Jovi – chant
- Richie Sambora – guitare, chant
- Alec John Such – basse, chant
- David Bryan – claviers, chant
- Tico Torres – batterie

## Titres des pistes
| No  | Titre                    | Auteur                                      | Durée |
| --- | ------------------------ | ------------------------------------------- | ----- |
| 1.  | Let It Rock              | Jon Bon Jovi, Richie Sambora                | 5:25  |
| 2.  | You Give Love a Bad Name | Jon Bon Jovi, Richie Sambora, Desmond Child | 3:44  |
| 3.  | Livin' on a Prayer       | Jon Bon Jovi, Richie Sambora, Desmond Child | 4:09  |
| 4.  | Social Disease           | Jon Bon Jovi, Richie Sambora                | 4:18  |
| 5.  | Wanted Dead or Alive     | Jon Bon Jovi, Richie Sambora                | 5:08  |
| 6.  | Raise Your Hands         | Jon Bon Jovi, Richie Sambora                | 4:16  |
| 7.  | Without Love             | Jon Bon Jovi, Richie Sambora, Desmond Child | 3.30  |
| 8.  | I'd Die for You          | Jon Bon Jovi, Richie Sambora                | 4:30  |
| 9.  | Never Say Goodbye        | Jon Bon Jovi, Richie Sambora                | 4:48  |
| 10. | Wild in the Streets      | Jon Bon Jovi                                | 3:54  |

Special Edition Bonus CD - Limited Edition (Japon seulement)
| No | Titre                                     | Durée |
| -- | ----------------------------------------- | ----- |
| 1. | Wanted Dead or Alive (Live/Wembley 1995)  |       |
| 2. | Livin' on a Prayer (Live/USA 1987)        |       |
| 3. | You Give Love a Bad Name (Live/USA 1987)  |       |
| 4. | Wild in the Streets (Live/Wembley 1995)   |       |
| 5. | Borderline (Studio Outtake)               |       |
| 6. | Edge of a Broken Heart (Studio Outtake)   |       |
| 7. | Never Say Goodbye (Live Acoustic Version) |       |

### Titres additionnels et faces B
| No | Titre                                                                                           | Durée |
| -- | ----------------------------------------------------------------------------------------------- | ----- |
| 1. | Edge of a Broken Heart                                                                          |       |
| 2. | Borderline                                                                                      |       |
| 3. | Wanted Dead or Alive (version acoustique enregistrée le 18 mars 1987 aux studios Electric Lady) |       |

## Charts

### Album
| Année | Chart                            | Position |
| ----- | -------------------------------- | -------- |
| 1986  | The Billboard 200                | 1        |
| 1987  | The Billboard 200                | 1        |
| 1987  | Kent Music Report (Albums Chart) | 1        |

### Singles
| Année | Single                     | Chart                  | Classement |
| ----- | -------------------------- | ---------------------- | ---------- |
| 1986  | "You Give Love a Bad Name" | The Billboard Hot 100  | 1          |
| 1986  | "Wanted Dead or Alive"     | Mainstream Rock Tracks | 13         |
| 1986  | "You Give Love a Bad Name" | Mainstream Rock Tracks | 9          |
| 1986  | "You Give Love a Bad Name" | UK Singles Chart       | 14         |
| 1986  | "Livin' on a Prayer"       | UK Singles Chart       | 4          |
| 1987  | "Livin' on a Prayer"       | The Billboard Hot 100  | 1          |
| 1987  | "Wanted Dead or Alive      | UK Singles Chart       | 13         |
| 1987  | "Wanted Dead or Alive"     | The Billboard Hot 100  | 7          |
| 1987  | "Livin' on a Prayer"       | Mainstream Rock Tracks | 1          |
| 1987  | "Never Say Goodbye"        | Mainstream Rock Tracks | 11         |
| 1987  | "Never Say Goodbye"        | UK Singles Chart       | 21         |